# Eef Arnolds
Eef Arnolds (ur. 1948 w Doorn) – holenderski mykolog.
Eef Arnolds studiował biologię na Uniwersytecie w Utrechcie. Po ukończeniu studiów został asystentem naukowym na Wageningen University & Research. W 1981 r. uzyskał doktorat z rozprawy „Ekologia i koenologia grzybów wielkoowocnikowych na użytkach zielonych i wilgotnych wrzosowiskach w Drenthe w Holandii”. W latach 1990–1998 był dyrektorem stacji biologicznej w Wijster. Po przejściu na emeryturę w 1998 r. pracował nad różnymi projektami badawczymi dotyczącymi grzybów.
Intensywnie angażował się w tworzenie i rozwój nowych małych rezerwatów przyrody w okolicy swojego domu. Jego publikacje na ten temat ukazały się w czasopismach takich jak De Levende Natuur, Oasis i Het Vogeljaar. W latach 2000–2008 pracował jako felietonista – przyrodnik dla magazynu Jonas, później Zens. Napisał książkę Way of Nature. Od 1965 roku jest aktywnym członkiem Nederlandse Mycologische Vereniging na różnych stanowiskach. Przewodniczył także Europejskiej Radzie Ochrony Grzybów (ECCF). Regularnie występował jako gościnny mówca na kilku międzynarodowych konferencjach oraz kongresach mykologicznych i botanicznych.
Jest autorem ponad 60 prac naukowych. Opisał nowe gatunki grzybów, zmienił też nazwy wielu taksonów. Przy nazwach naukowych tych taksonów dodawane jest jego nazwisko Arnolds (np. Hygrophorus persoonii Arnolds).